# Kiel

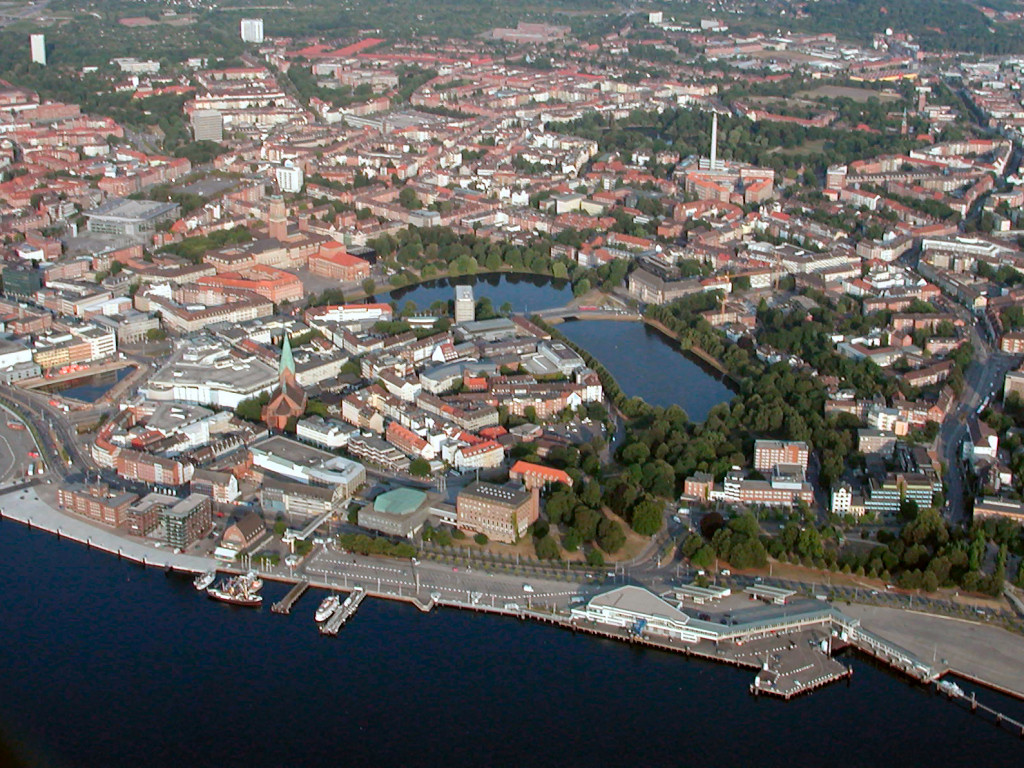
Centrul orașului Kiel

Kiel este capitala landului german Schleswig-Holstein și, în același timp, cel mai populat oraș. Constituie un district urban (în germană: kreisfreie Stadt). Fondat ca Holstenstadt tom Kyle în secolul al XIII-lea, a devenit un oraș important în 1900. Astăzi Kiel este unul dintre cele mai mari 30 de orașe din Germania și formează centrul regiunii Kiel.

## Geografia

### Particularitate
Pentru mai multe informații, vezi articolul despre Canalul Kiel.
Prin Kiel trece canalul Kiel, cel mai lat (104 m) și mai adânc (cel puțin 13,7 m) canal din lume. Măsoară 98,7 km lungime. Acest canal leagă Marea Baltică (la est) de Marea Nordului (la vest). Canalul a fost construit între 1887 și 1895, după care a fost lărgit în 1907-1914.

## Obiective turistice
- Biserica Nikolai (Nikolaikirche) - cea mai veche clădire din Kiel
- Grădina botanică (Botanische Gärten Kiel)- vechea grădină botanică a fost deschisă în 1884
- Opera din Kiel (Opernhaus Kiel) - construită în 1902
- Primăria orașului Kiel (Kieler Rathaus) - cu turn de 106 m, construită din 1907 până în 1911
- Memorialul Naval Laboe (Marine-Ehrenmal Laboe) - memorial ridicat în 1936 în memoria marinarilor germani căzuți în primul război mondial
- Muzeul Maritim (Schifffahrtsmuseum Kiel) - muzeu înființat în 1978
- Muzeul de calculatoare al Universității din Kiel (Computermuseum Kiel) - deschis în 2011, este al treilea cel mai mare muzeu al computerelor din lume
- Săptămâna orașului Kiel (Kieler Woche) - eveniment sportiv, considerat unul dintre cele mai mari evenimente sportive de navigație din lume
- Cartierul Holtenau (Kiel-Holtenau) - o parte a orașului, cunoscut pentru ecluzele sale mari, pentru navele maritime și ca locație a aeroportului Kiel
- Acvariu (Aquarium)

## Specialități culinare
- Șprot din Kiel (Kieler Sprotte), tip de hering, auriu afumat (este adesea prins în Golful Eckernförde și ambalat în orașul Eckernförde în cutii mici din lemn pentru vânzare și expediere)
- Supă de soc negru (Fliederbeersuppe)

## Galerie

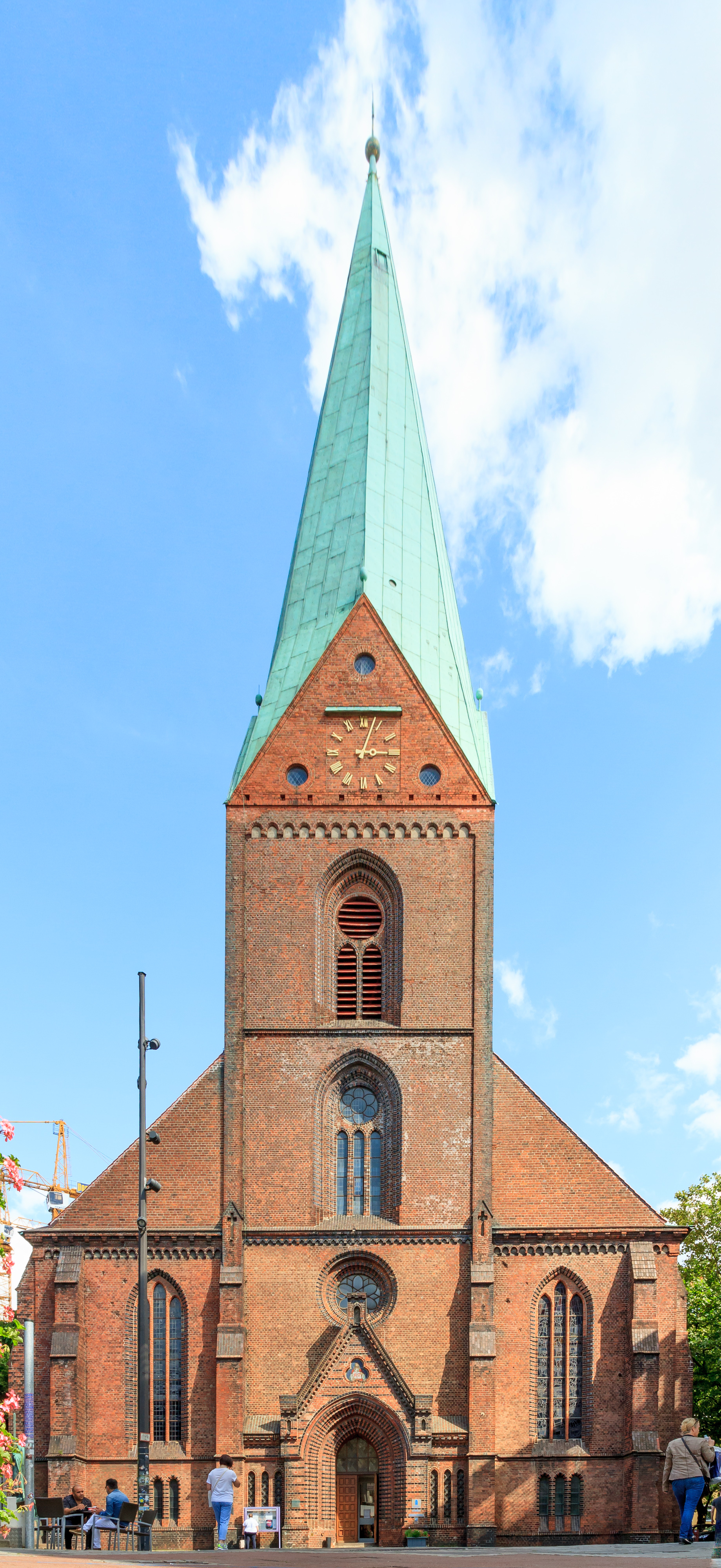
Biserica Nikolai
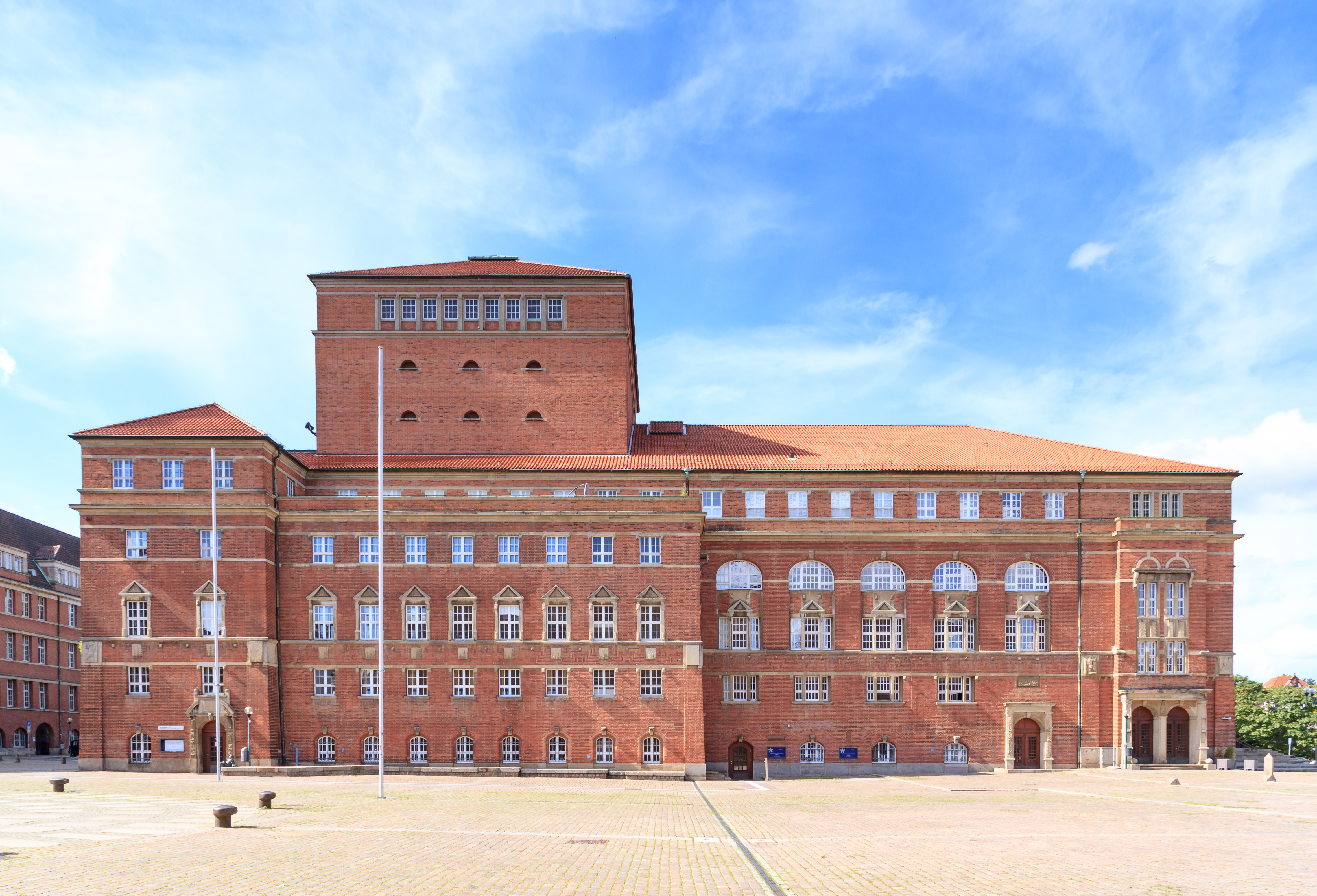
Opera din Kiel, imagine din 2017
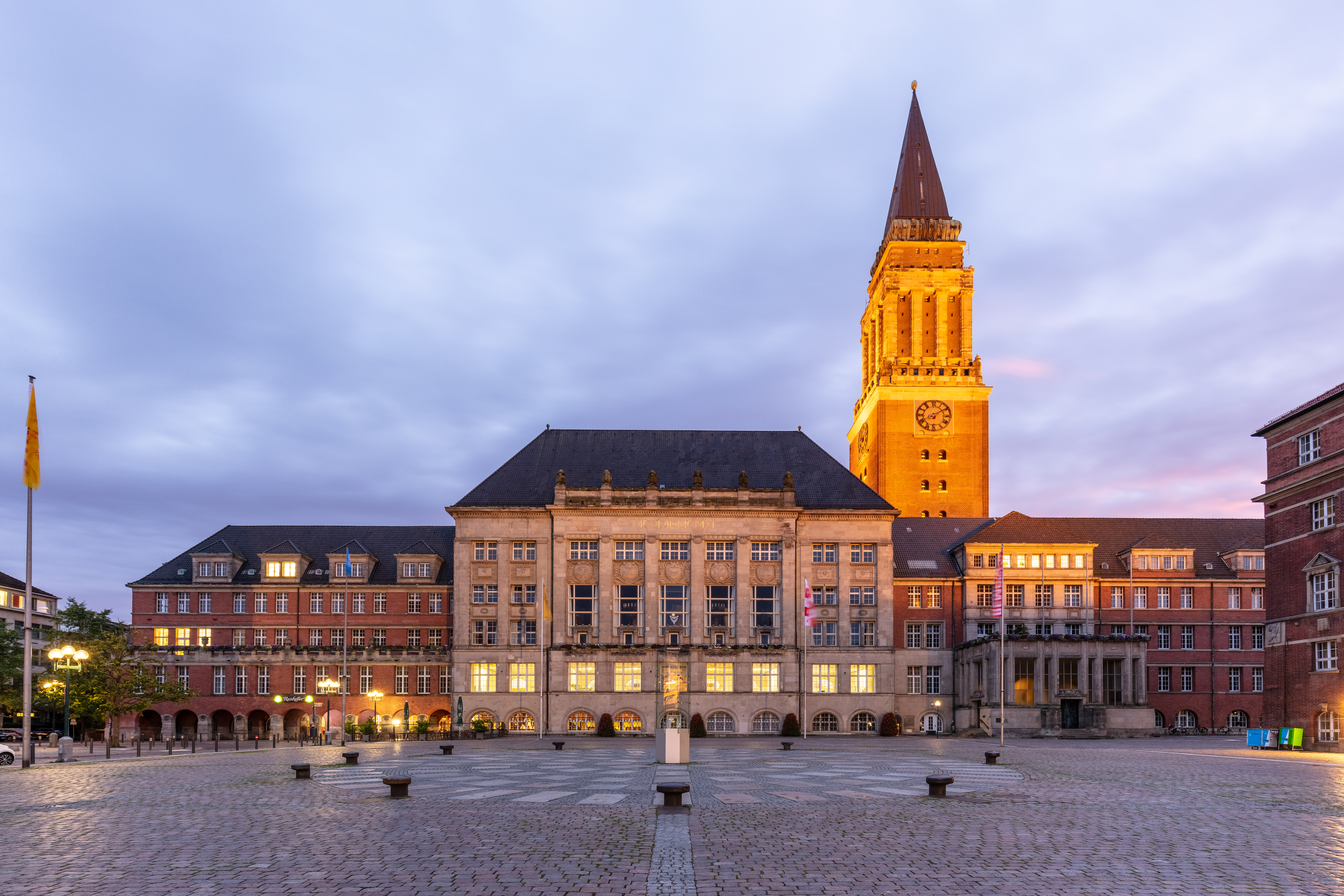
Clădirea primăriei

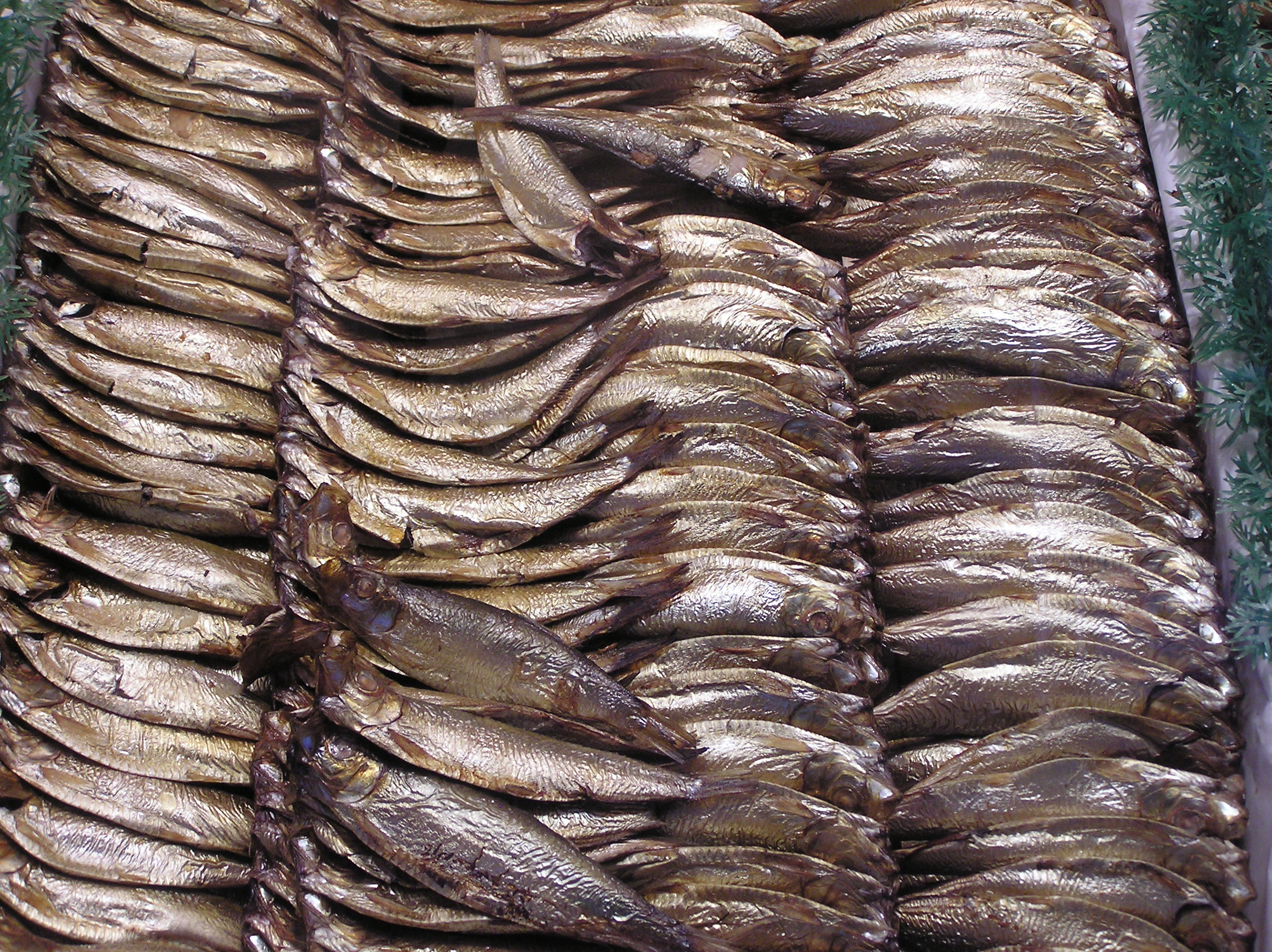
Tip de hering, specialitate din Kiel, „Kieler Sprotten”
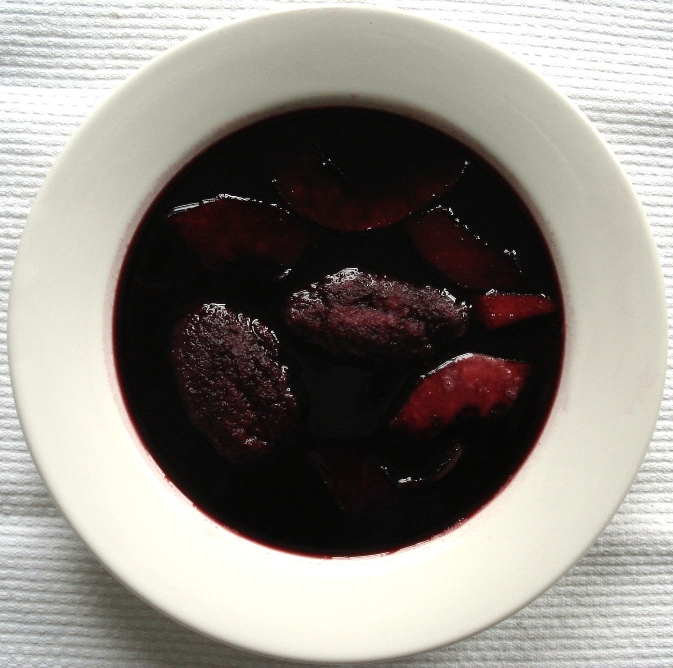
Specialitate culinară „Fliederbeersuppe”

## Personalități marcante
- Detlev von Liliencron (1844–1909), autor german
- Max Planck (1858–1947), fizician și fondator al teoriei cuantice, laureat al Premiului Nobel pentru fizică
- Carl Friedrich von Weizsäcker (1912–2007), fizician, filosof și cercetător al păcii
- Horst Bredekamp (n. 1947), istoric de artă
- Angelika Beer (n. 1957), politician (Bündnis 90/Die Grünen, Piratenpartei)